# Bahnhof Hakata
Der Bahnhof Hakata (jap. 博多駅, Hakata-eki) im gleichnamigen Stadtbezirk ist der Hauptbahnhof der japanischen Stadt Fukuoka auf Kyūshū.

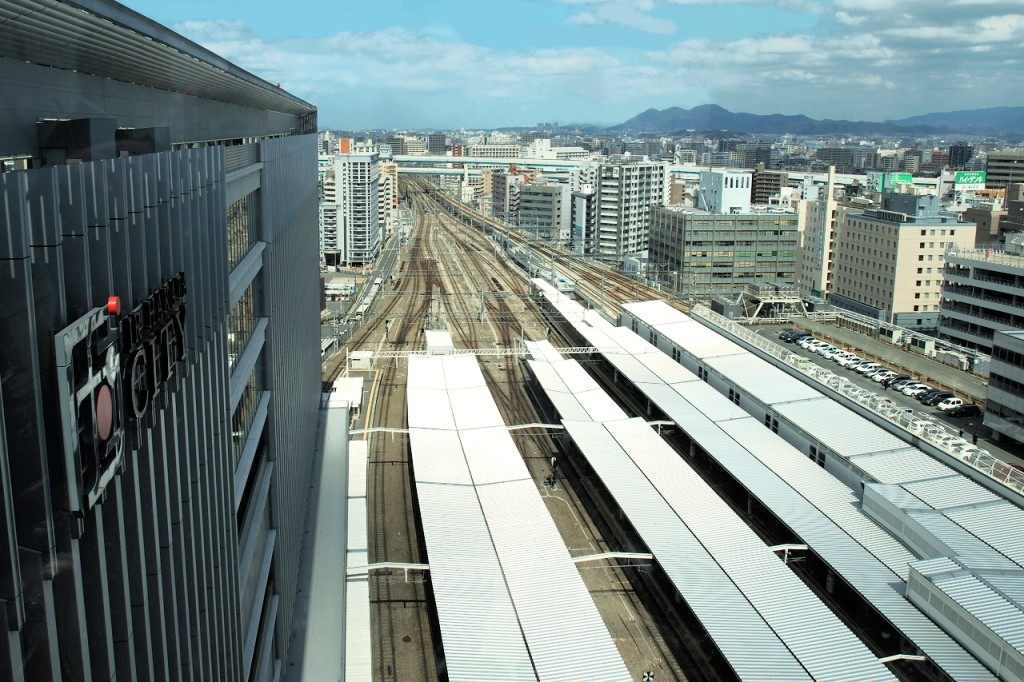
Überblick über den Bahnhof Hakata, März 2011

## Linien
Hakata wird von den folgenden Linien bedient:
- JR Kyūshū Kyūshū-Shinkansen
- JR Kyūshū Kagoshima-Hauptlinie
- JR Kyūshū Fukuhoku-Yutaka-Linie
- JR West San’yō-Shinkansen
- JR West Hakata-Minami-Linie
- U-Bahn Fukuoka Flughafen-Linie

## Nutzung
Im Jahr 2006 nutzten im Durchschnitt täglich ca. 17.000 Personen die San’yō-Shinkansen an diesem Bahnhof. In Hakata beginnt und endet der Luxuszug Seven Stars in Kyushu (jap. ななつ星ｉｎ九州, Nanatsuboshi in Kyūshū) seine Rundreise.

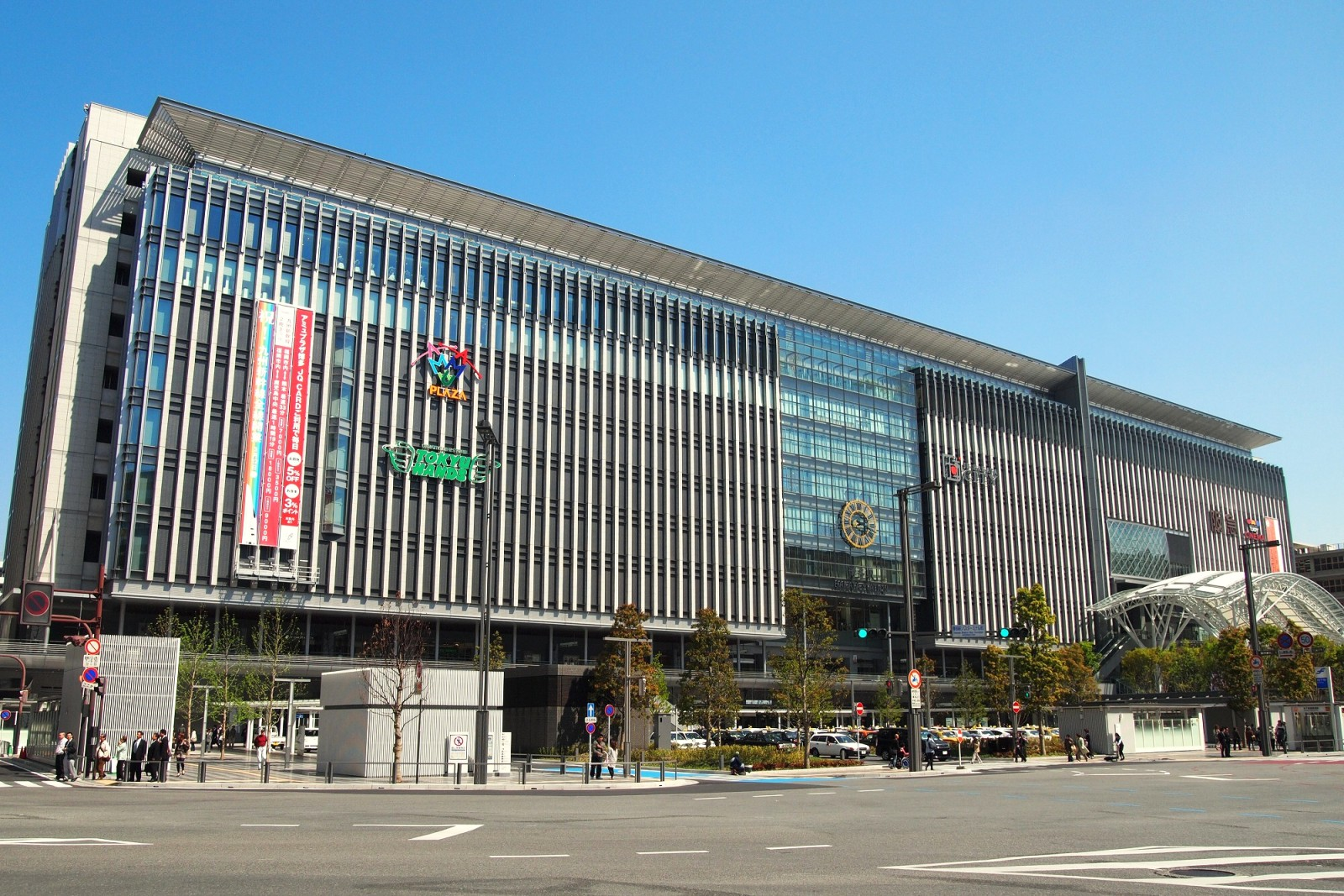
Das neue Bahnhofsgebäude der JR Hakata Station „JR Hakata City“ im März 2011.

## Geschichte
Am 11. Dezember 1889 wurde der Bahnhof von der Kyūshū Tetsudō (九州鉄道, wörtlich: „Kyūshū-Eisenbahn“), eröffnet. Der Bahnhof heißt Hakata, obwohl er der Hauptbahnhof der Stadt Fukuoka ist. Die Namensgebung wurde 1889 bei der Zusammenlegung der Städte Fukuoka und Hakata beschlossen. Zum Ausgleich wurde der internationale Flughafen der Stadt nach Fukuoka benannt.